# Harold Clayton Urey
Harold Clayton Urey (Walkerton, EUA 1893 - La Jolla 1981) fou un químic i professor universitari estatunidenc guardonat amb el Premi Nobel de Química l'any 1934.

## Biografia
Va néixer el 29 d'abril de 1893 a Walkerton (Indiana). En acabar els estudis d'ensenyament superior, va fer tres mesos de formació com a educador i durant tres anys va dedicar-se a l'ensenyament en escoles rurals. El 1914 va matricular-se a la Universitat de Montana, on va estudiar zoologia i química i es va graduar el 1917. Encara durava la Primera Guerra Mundial i va entrar a treballar a l'empresa Barrett Chemical Company, de Filadèlfia, que fabricava material de guerra. Acabada la guerra, va tornar a la Universitat de Montana, on va ser professor de química durant dos anys. Després va marxar a la Universitat de Califòrnia a Berkeley, on es va doctorar en química l'any 1923; el seu director de tesi va ser Gilbert N. Lewis, reconegut expert en termodinàmica. El curs 1923-1924 va estudiar física atòmica amb Niels Bohr a l'Institut per a la Física Teòrica de Copenhaguen la Universitat de Copenhaguen, amb una beca que va rebre d'una fundació escandinava–estatunidenca.
En tornar als Estats Units va incorporar-se a la Universitat Johns Hopkins. Treballava en el Departament de Química, però assistia als seminaris per al professorat i estudiants de doctorat que es feien cada setmana en el Departament de Física. S'hi va estar fins a l'any 1929, en què passar a la Universitat de Colúmbia, on va ser primerament professor associat de química i, a partir de 1934, catedràtic. El 1945 va traslladar-se a la Universitat de Chicago, on va ser nomenat catedràtic. El curs 1956-1957 va ser professor visitant a la Universitat d'Oxford. El 1958 fou nomenat professor de la Universitat de Califòrnia a San Diego.
Harold Clayton Urey va morir el 5 de gener de 1981 a La Jolla (Califòrnia).

## Recerca científica
Els seus treballs es van centrar inicialment en l'aïllament dels isòtops pesats de l'hidrogen, oxigen, nitrogen, carboni i sofre. El 1934 fou guardonat amb el Premi Nobel de Química per l'obtenció del deuteri, anomenat també hidrogen pesat, i l'aïllament de l'aigua pesant (òxid de deuteri, D-2O).
En el transcurs de la Segona Guerra Mundial va dirigir, a la Universitat de Colúmbia, el grup d'investigació sobre mètodes de separació de l'isòtop de l'urani, U-235, U-238, i la producció d'aigua pesant. Va contribuir, així mateix, al desenvolupament de la bomba d'hidrogen durant el Projecte Manhattan. Finalitzades aquestes investigacions, va desenvolupar una gran activitat dintre del grup de científics atòmics que sol·licitaven el control internacional de l'energia atòmica.
Es va dedicar també a realitzar investigacions sobre geofísica, el problema de l'origen del sistema solar i sobre paleontologia. L'any 1966 va rebre la Medalla d'Or de la Reial Societat Astronòmica.
Va ser un dels autors de l'Experiment de Miller i Urey sobre l'origen químic de la vida.

## Reconeixements
En honor seu s'anomenaren el cràter Urey sobre la superfície de la Lluna així com l'asteroide (4716) Urey descobert el 30 d'octubre de 1989 per Schelte J. Bus.
La Societat Astronòmica Americana lliura cada any el Premi Harold Clayton Urey en el seu honor.